# Micro-lattice
Le micro-lattice – littéralement : micro-treillis – est un matériau métallique poreux d'origine synthétique et extrêmement léger. Il est formé d'un assemblage de mailles de tubes de nickel creux, aux parois mille fois plus minces qu'un cheveu humain. Sa densité, très faible, s'élève seulement à 0,9 kg/m3, soit mille fois moins que l'eau ; il contient environ 99,99 % d’air. Il s'agit de l'un des matériaux structurels les plus légers connus aujourd'hui, étant cent fois plus léger que du polystyrène (Styrofoam en l'occurrence). 
Inspiré de la structure osseuse humaine, le micro-lattice est capable d'absorber des chocs et des vibrations très importants et de résister à de hauts degrés d'écrasement : il peut supporter une tension supérieure à 50 %, et reprendre sa forme initiale et 98 % de sa hauteur une fois la charge retirée. 
Les premiers échantillons de micro-lattice ont été réalisés à partir d'un alliage de nickel-phosphore par une équipe de scientifiques du HRL Laboratories (en), en collaboration avec des chercheurs de l'université d'Irvine ainsi que du Caltech, et présentés au public en 2012. 
Ce nouveau matériau pourrait avoir des applications dans le développement des batteries et amortisseurs de nouvelle génération,. Le magazine américain Popular Mechanics l'a élu comme l'une des dix « World-Changing Innovations » (innovations qui changent le monde) de l'année 2012. 